# Vapor Trails
Vapor Trails lautet der Titel des 17. Studioalbums, das die kanadische Rockband Rush im Mai 2002 veröffentlicht hat.
Nach den schweren Schicksalsschlägen, die Neil Peart verkraften musste, war es lange Zeit unsicher, ob sich Rush wieder zusammenfinden würden. Alex Lifeson und Geddy Lee machten sich daran, ihre Soloprojekte zu forcieren und notfalls getrennte Wege zu gehen. Nach einer Motorradtour durch die Staaten fühlte sich der Schlagzeuger bereit, die Vergangenheit ruhen zu lassen und sich zukünftig mit einem neuen Sound der Band auseinanderzusetzen.
Das Ergebnis ist Vapor Trails: Das erste Album seit Caress Of Steel 1975, das komplett ohne Keyboardklänge auskommt. Deshalb stehen bei den Songs die härter gewordenen Gitarrenriffs und die durchgängigen Basslines im Vordergrund.
Gleich der erste Track steigt mit einem Schlagzeug-Intro ein. Die positive Stimmung, die „Ceiling unlimited“ oder „How it is“ vermitteln, kontrastiert mit fast mystischen, traurigen Melodien wie bei „Ghost Rider“ (worin Neil Peart seine Amerika/Mexiko-Reise verarbeitete) oder „Nocturne“. Da sowohl die Band als auch die Fans mit dem Mix und Mastering des Albums sehr unzufrieden waren (damals einer der extremsten Fälle des Loudness War), wurde im Jahr 2013 eine Remix-Ausgabe des Albums mit weniger Kompression veröffentlicht. 

## Titel
1. One little Victory – 5:10
2. Ceiling unlimited – 5:28
3. Ghost Rider – 5:39
4. Peaceable Kingdom – 5:22
5. The Stars look down – 4:28
6. How it is – 4:05
7. Vapor Trail – 4:58
8. Secret Touch – 6:35
9. Earthshine – 5:38
10. Sweet Miracle – 3:41
11. Nocturne – 4:49
12. Freeze (Part IV of Fear) – 6:21
13. Out of the Cradle – 5:03

## Besetzung
- Geddy Lee – Bass, Gesang
- Alex Lifeson – E- und Akustikgitarren
- Neil Peart – Schlagzeug